# Driester
Een driester is een typografisch teken bestaande uit drie asterisken ('sterretjes') in de vorm van een driehoek die met de punt naar boven wijst. De Unicode voor dit teken is U+2042.
De driester wordt toegepast om de verschillende delen van een hoofdstuk of tekst typografisch van elkaar te scheiden of om puur esthetische redenen. In plaats van een driester te gebruiken, worden ook vaak drie asterisken naast elkaar gedrukt of geschreven (***). In de journalistiek verwijst het woord driestar naar een (redactioneel) krantenartikel dat niet met een naam is ondertekend, maar in plaats daarvan met drie asterisken is gemarkeerd. De Nederlandse antirevolutionaire leider en journalist Abraham Kuyper, die er vermaard om was, deed dit bijvoorbeeld al in zijn artikelen in het voormalige dagblad De Standaard, die tussen 1872 en 1919 verschenen.
Qua vorm op de driester gelijkend, is het dusteken (∴), een symbool bestaande uit drie stippen dat vooral in de wiskunde wordt gebruikt.

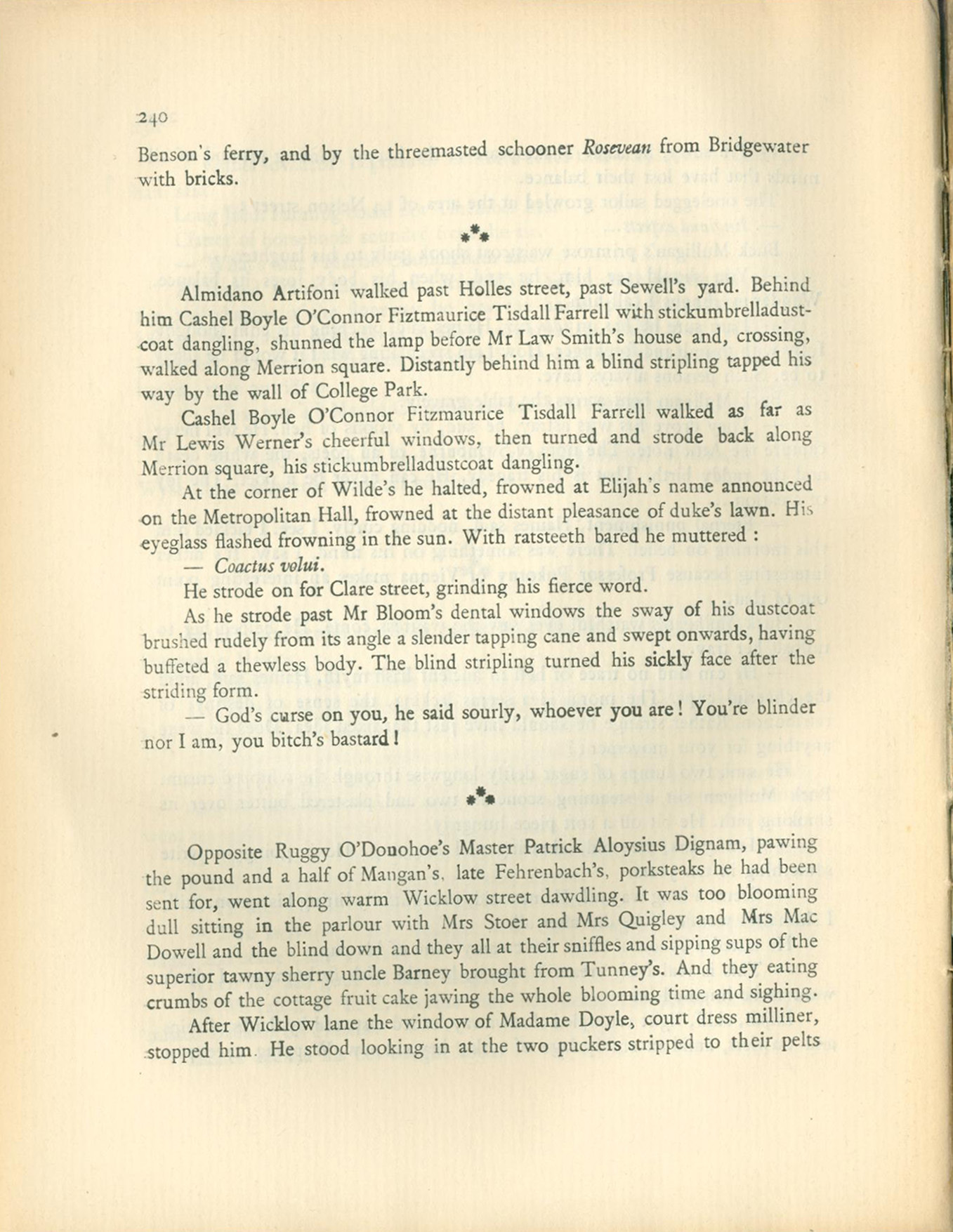
Driesterren in een uitgave van Ulysses (Egoist Press, Londen, 1922)